# バチカン奇跡調査官
『バチカン奇跡調査官』（バチカンきせきちょうさかん）は、藤木稟による角川ホラー文庫のミステリーノベルシリーズである。表紙イラストはTHORES柴本が担当。2024年現在、既刊25巻が刊行。2017年5月時点でシリーズ累計は100万部突破した。
2018年6月にはカクヨムでのWeb小説配信を開始。
バチカン市国の神父であり奇跡調査官の平賀とロベルトが、世界中の『奇跡』を調査し、その裏に隠された事件を解決していく天才神父コンビの事件簿。

## 登場人物

### 主要人物
平賀・ヨゼフ・庚（ひらが・ヨゼフ・こう）
声 - 岡本信彦
本作の主人公。24歳。日本人の青年神父。ほっそりとして色白、女性にしても良いくらいの美貌の持ち主。骨肉腫をわずらう12歳の弟・良太がいる。敬虔なカソリック教徒でもあり、いつか科学でも実証できない奇跡に出会いたいと考え、奇跡調査官の任についている。天才的な頭脳をもつ科学者で、様々な事件の謎を解いていくが、生活能力は皆無（家事もできない）。かなり天然。夢中になりすぎると周りのことがまったく目に入らなくなり、バチカンの中でも浮世放れした変わり者として知られている。
ロベルト・ニコラス
声 - 諏訪部順一、小若和郁那（年少期）
本作のもう1人の主人公。27歳。イタリア人の青年神父。男らしい体つきの精悍な美男子。平賀とコンビを組んでいる奇跡調査官で、古文書と暗号解読のエキスパート。神父とは思えないほど世慣れていて、きちんと自分の人生を楽しむタイプ。少し皮肉屋な一面も。平賀とは仲が良い。世俗にうとい平賀のことを、兄のような気持ちで、守ってやらねばと考えている。平賀の良き相棒として、強い信頼関係で結ばれており、様々な事件解決のサポートをする。
平賀 良太（ひらが りょうた）
声 - 代永翼
12歳、平賀の弟。骨肉腫を患っている。

### 協力者
サウロ大司教
声 - 江原正士
平賀とロベルトの上司で、敬虔。本名はミケーレ・サウロ・ファジオーリ。悪魔祓いを体験したという現在では珍しいエピソードを持つ、英雄的大司教。
ローレン・ディルーカ
声 - 斉藤壮馬
平賀の友人で、バチカン情報局の獄中にある犯罪者だが、牢内から調査を補佐している。20歳。
原作小説においてはその実像はずっと謎に包まれていたが、6巻のラストにて明らかになった。テレビアニメ版では初期からビジュアルが登場している。
ビル・サスキンス
声 - 安元洋貴
FBI（米連邦捜査局）の捜査官。2巻にて平賀とロベルトに出会って以降、様々な事件で協力することになる。FBIのモットー『信義・勇気・誠実』に忠誠を誓う、真面目なアメリカンハンサム。また、熱心なカソリック信者で、2人に敬意を払っている。
アジメール・チャンドラ・シン
ローレンの後任。インド人の数学博士。ある事情からローレンを憎んでいる。ジャイナ教徒。

### 「黒の学院」編
アンナ・ドロレス
声 - 橋本結
処女懐胎の奇跡をバチカンに個人名義で申請した、セントロザリオ教会のシスター。
信仰心に篤い気高く高潔な女性。聖痕現象を起こしている。
ヨハネス・サントス司祭
声 - 麦人
セントロザリオ学院校長。創設者ミハイル・ブラウンの跡を継ぎ、学校運営に努めている。
部下であり同志でもあるクラウス・ベック（声 - 佐々健太）、フランチェスコ（声 - 伊達忠智）、ジョゼフ・コノトリー（声 - 堀越富三郎）、ヤコブ（声 - 鷲見昂大）、レオン・ラッセル（声 - 石原辰巳）らとともに学院を運営している。
マリオ・ロッテ
声 - 岩中睦樹
「ホワイトプリンス」と呼ばれる美形の男子生徒。聖痕現象を起こし、トランス状態に陥って神からの啓示を聞くことがあるという。
ジェームズ・チェスター
声 - 岩崎ひろし
セントロザリオに雇われている守衛。夜間の見回りを担当している。脳にとある疾患を抱え、再就職に難儀していた。
トーマス・シメオン
声 - 島﨑信長
若い神父。その出生に、学院にまつわる秘密を抱えている。

### 「サタンの裁き」編
ジュリア司祭
声 - 遊佐浩二
アフリカ・ソフマ共和国の司祭。本名はジュリア・ミカエル・ボルジェ。聖者のように献身的な姿勢で平賀に感銘を受けさせた人物だが、ある秘密を持っている。
ヨハネ・ジョーダン
声 - 長克巳
未来を予知する絵画を描き残した男。記憶喪失の状態でソフマに辿り着き、ジュリア司祭のもとで預言を行っていた。その予知能力と「死後に遺体が一年半以上も腐らない」という奇跡を起こしたことで、聖人認定を間近に控えていた。
キッド・ゴールドマン
声 - 山路和弘
ヨハネ・ジョーダンの預言を独自解釈して出版した男。

## 既刊一覧

### 長編
- 藤木稟『バチカン奇跡調査官』、角川書店
  1. バチカン奇跡調査官（2007年12月） ISBN 978-4048738231
  2. バチカン奇跡調査官 Truth 2 サタンの裁き（2009年8月） ISBN 978-4-04-873977-1
- 藤木稟『バチカン奇跡調査官』、角川ホラー文庫
  1. バチカン奇跡調査官 黒の学院（2010年12月）
    - アメリカの寄宿男子校と修道院で、聖痕を浮かべる生徒や涙を流すマリア像といった奇跡と、巻き起こる連続殺人について調査する。

  2. バチカン奇跡調査官 サタンの裁き（2011年1月）
    - アフリカのソフマ共和国で、1年半前に死んだ預言者の腐敗しない死体の奇跡と、ロベルトの死をも預言していた預言詩の謎を調査する。

  3. バチカン奇跡調査官 闇の黄金（2011年2月）
    - イタリアの小村で、教会に角笛が鳴り響き虹色の光に包まれる不可思議な奇跡と、村に伝わる『首切り道化師』の伝説について調査する。

  4. バチカン奇跡調査官 千年王国のしらべ（2011年7月）
    - ルノア共和国で、多くの重病人を奇跡の力で治癒したうえ、自らも死亡した3日後に蘇った司祭の奇跡について調査する。

  5. バチカン奇跡調査官 血と薔薇と十字架（2011年10月）
    - 英国の吸血鬼伝説がある田舎町で、実際に目の当たりにした吸血鬼こと『屍者の王』の謎について調査する。

  6. バチカン奇跡調査官 ラプラスの悪魔（2012年5月）
    - アメリカのゴーストハウスで行われる降霊会に、悪霊が憑いていたと噂される次期大統領候補の変死の真相を探るべく潜入する。

  7. バチカン奇跡調査官 終末の聖母（2013年10月）
    - メキシコで、出席した式典の最中に突然宙に浮いた十字架の奇跡と、町を断絶した光り輝く神の道について調査する。

  8. バチカン奇跡調査官 月を呑む氷狼（2014年9月） ISBN 978-4041019696
    - ノルウェーの研究都市で発生した、北欧神話のラグナロクを彷彿とさせる出来事と、氷狼の仕業と噂される怪死事件の謎について調査する。

  9. バチカン奇跡調査官 原罪無き使徒達（2015年3月） ISBN 978-4041019689
    - 日本・熊本天草で、真夏日に大雪が観測され、空に巨大な十字架が浮かび上がった奇跡について調査する。

  10. バチカン奇跡調査官 悪魔達の宴（2015年10月）
    - エクソシスト補佐としてドイツに赴いたロベルトは、ニュールンベルグ駅の連続不審死事件と悪魔の目撃情報を知る。

  11. バチカン奇跡調査官 ソロモンの末裔（2016年2月）
    - ソロモン王とシェバの女王にまつわる「契約の箱」の上空に浮かび上がった炎の剣の奇跡を追って、エチオピアに向かった二人だが……。

  12. バチカン奇跡調査官 楽園の十字架（2016年12月）
    - ハイチでの公務後に休暇を取った二人は、豪華客船のオーナー・ルッジェリに誘われ、クルーズに出るが、割れた海から巨大な十字架が浮かび上がる奇跡を目撃する。

  13. バチカン奇跡調査官 二十七頭の象（2017年7月）
    - バチカン美術館にマリアが現れ預言をする一方で、カラビニエリのアメデオとフィオナは奇妙な紋章の上で発見される変死体について調査する。

  14. バチカン奇跡調査官 ジェヴォーダンの鐘（2018年4月）
    - ジェヴォーダンの獣の伝説が残るフランスの小村で、舌のない鐘が鳴り、全盲の少女が視力を取り戻すという奇跡について調査する。

  15. バチカン奇跡調査官 アダムの誘惑（2019年7月）　
    - FBI捜査官ビルと、工作員エリザベートの結婚式に招待された、平賀とロベルト。彼らは世界的ミュージシャンの死と、静かな溺死者達の謎に巻き込まれていく。ビルの身にも危険が迫って……。

  16. バチカン奇跡調査官 王の中の王（2020年8月）　
    - ユトレヒトで起こる様々な奇跡について調査する。

  17. バチカン奇跡調査官 天使の群れの導く処（2021年7月）　
    - 墜落する旅客機を天使が救い、巨大キリスト像が動き出す。キルギス国で起こった二つの奇跡を調査する。

  18. バチカン奇跡調査官 聖剣の預言（2023年8月）　
    - スペインの小村に伝わる聖ビセンテの聖剣が下した預言が悉く的中。平賀とロベルトはアルバーノ神父と共に奇跡を調査する。

- 『二十の悪夢 角川ホラー文庫創刊20周年記念アンソロジー』、角川ホラー文庫、2013年10月
  - こちらに収録された藤木稟著の短編「母からの手紙」は、第8巻「終末の聖母」とクロスオーバーしている。

### 短編集
- 藤木稟『バチカン奇跡調査官』、角川ホラー文庫
  1. バチカン奇跡調査官 天使と悪魔のゲーム（2012年12月）
    - 平賀、ロベルト、サウロ、ジュリアの過去をえがいた計4編が収録されている。

  2. バチカン奇跡調査官 独房の探偵（2015年6月）
    - 少年時代のローレンが特殊独房で探偵役をつとめる表題作を含めた、計4編収録。

  3. バチカン奇跡調査官 ゾンビ殺人事件（2017年2月）
    - 独房の探偵シリーズ第二話を含めた、計4編収録。

  4. バチカン奇跡調査官 天使と堕天使の交差点（2018年11月）
    - ジュリア、エリザベート、シン博士のエピソードを含めた、計4編収録。

  5. バチカン奇跡調査官 三つの謎のフーガ（2020年12月）　
    - 計3編収録。透明人間殺人事件、ダジャ・ナラーヤの遺言、スパイダーマンの謎。

  6. バチカン奇跡調査官 秘密の花園（2022年9月）　
    - 計3編収録。生霊殺人事件、エレイン･シーモアの秘密の花園、迷い猫。

  7. バチカン奇跡調査官 ウエイブスタンの怪物（2024年8月）
    - 計3編＋番外編収録。貧血の令嬢、ウエイブスタンの怪物、受難のカーニバル、遭遇者たち（番外編）

### 漫画
- 金田榮路 （漫画）・藤木稟（原作）『バチカン奇跡調査官 黒の学院』、角川書店〈怪COMIC〉、2013年2月20日発売[5]、ISBN 9784041205723
- 金田榮路 （漫画）・藤木稟（原作）『バチカン奇跡調査官 サタンの裁き』、角川書店〈怪COMIC〉、2014年1月24日発売[6]、ISBN 9784041209738
- 日野杏寿（漫画）・藤木稟（原作）・THORES柴本（キャラクター原案）『バチカン奇跡調査官』、KADOKAWA〈MFコミックス ジーンシリーズ〉
  1. 2017年2月27日発売[7]、ISBN 978-4-04-068829-9
  2. 2017年6月27日発売[8]、ISBN 978-4-04-069242-5
  3. 2017年12月27日発売[9]、ISBN 978-4-04-069568-6
  4. 2018年7月27日発売[10]、ISBN 978-4-04-069980-6
  5. 2019年2月27日発売[11]、ISBN 978-4-04-065470-6

## テレビアニメ
2016年11月にアニメ化企画が進行中である事が発表され、2017年7月より9月までWOWOW・TOKYO MX・KBS京都ほかにて放送された。

### スタッフ
- 原作 - 藤木稟[15]
- キャラクター原案 - THORES柴本[15]
- 監督 - 米たにヨシトモ[13]
- シリーズ構成 - 水上清資[13]
- キャラクターデザイン - 岩倉和憲[13]
- 助監督 - 永居慎平
- 美術監督 - 古賀徹[15]
- 美術設定 - 泉寛・古賀徹（1 - 4話）、真村躍（6話-12話）
- 色彩設計 - 日野亜朱佳[15]
- 撮影監督 - 黒澤豊[15]
- 編集 - 近藤勇二[15]
- 音響監督 - 岩浪美和[15]
- 音楽 - 藤澤慶昌[15]
- 音楽制作 - ランティス[15]
- 音楽プロデューサー - 吉江輝成、岩下由希恵
- プロデューサー - 田村淳一郎、加藤友季子、松倉友二
- アニメーション制作プロデューサー - 藤代敦士
- アニメーション制作 - J.C.STAFF[13]
- 製作 - 「バチカン奇跡調査官」製作委員会[15]

### 主題歌
オープニングテーマ「MYSTERIUM」
作詞 - 畑亜貴 / 作曲 - 太田雅友 / 編曲 - 太田雅友、EFFY / 歌 - SCREEN mode
エンディングテーマ「サクラメント」
作詞 - 少女病 / 作曲・編曲 - RD-Sounds / 歌 - 岡本信彦

### 各話リスト
| 話数 | サブタイトル                                               | 脚本       | 絵コンテ                | 演出              | 作画監督                                                                    | 総作画監督        |
| ---- | ---------------------------------------------------------- | ---------- | ----------------------- | ----------------- | --------------------------------------------------------------------------- | ----------------- |
| I    | 主の支えによりて我は目覚める                               | 水上清資   | 米たにヨシトモ          | 永居慎平 奥野浩行 | 中山由美、都築裕佳子 谷川亮介、杉田葉子 小松沙奈                            | 小森篤            |
| II   | 存在のかぎりなき不安                                       | 水上清資   | 梶井瀬賀                | 梶井瀬賀          | 徳田夢之介、小野和美 林あすか、杉田葉子 都築裕佳子                          | 吉田隆彦          |
| III  | 神々の秘密と666の獣                                        | 水上清資   | 高田耕一                | 則座誠            | 山川宏治、谷川亮介 都築裕佳子、廣田茜 小松沙奈、中山由美                    | 中山由美          |
| IV   | それでも尚、我は神を信ず                                   | 水上清資   | 永居慎平                | 大関雅幸 永居慎平 | 河本零王、桜井このみ 飯飼一幸、服部憲知 廣田茜、小松沙奈 中山由美           | 小森篤 徳田夢之介 |
| V    | 天使と悪魔のゲーム                                         | 伊神貴世   | 黒川智之                | 奥野浩行          | 小野和美、都築裕佳子 谷川亮介、林あすか 小松香苗                            | 中山由美          |
| VI   | 主はあらゆる啓示を垂れ給う                                 | 伊神貴世   | 高田耕一 福島利規       | 岩崎良明          | 中山由美、廣田茜 小松沙奈、都築裕佳子 徳田夢之介、山中いづみ                | 中山由美          |
| VII  | 呪いの烙印を押されし者                                     | 伊神貴世   | 永居慎平 奥野浩行       | 永居慎平 鈴木恭兵 | 都築裕佳子、小野和美 小松沙奈、谷川亮介 林あすか、山本雅章                  | 小森篤            |
| VIII | 死ぬことによってのみ、永遠の生命によみがえることを深く悟れ | 伊神貴世   | 高田耕一                | 則座誠            | 徳田夢之介、山川宏治 小野和美、廣田茜 小松沙奈、林あすか                    | 徳田夢之介        |
| IX   | 首切り道化師とソロモンの童話                               | 竹田裕一郎 | 梶井瀬賀                | 梶井瀬賀          | 中山由美、都築裕佳子 林あすか                                               | 中山由美          |
| X    | 現れし過去の亡霊                                           | 竹田裕一郎 | 高田耕一                | 関大 永居慎平     | 谷川亮介、中村祐美子 中村和志、飯塚葉子 choiinseop han nayoung Kim Yongsiki | 中山由美          |
| XI   | 闇の黄金、我、主とともに                                   | 竹田裕一郎 | 奥野浩行 高田耕一       | 奥野浩行          | 中山由美、都築裕佳子 小松沙奈、小松香苗 杉田葉子                            | 徳田夢之介        |
| XII  | シンフォニア                                               | 水上清資   | 米たにヨシトモ 永居慎平 | 則座誠 永居慎平   | 中山由美、都築裕佳子 小松沙奈、林あすか 徳田夢之介、小松香苗                | 中山由美          |

### 放送局
| 放送期間                | 放送時間                     | 放送局        | 対象地域 | 備考                                                           |
| ----------------------- | ---------------------------- | ------------- | -------- | -------------------------------------------------------------- |
| 2017年7月7日 - 9月22日  | 金曜 22:30 - 23:00           | WOWOWプライム | 日本全域 | 製作参加 / BS/CS放送 / 『アニメプレミア』枠 / リピート放送あり |
| 2017年7月14日 - 9月29日 |                              | TOKYO MX      | 東京都   |                                                                |
|                         |                              | AT-X          | 日本全域 | CS放送 / リピート放送あり                                      |
| 2017年7月15日 - 9月30日 | 土曜 0:00 - 0:30（金曜深夜） | サンテレビ    | 兵庫県   |                                                                |
|                         | 土曜 1:30 - 2:00（金曜深夜） | KBS京都       | 京都府   | 製作参加                                                       |
|                         | 土曜 3:05 - 3:35（金曜深夜） | テレビ愛知    | 愛知県   |                                                                |
| 2017年7月16日 - 10月1日 | 日曜 3:00 - 3:30（土曜深夜） | BS11          | 日本全域 | BS放送 / 『ANIME+』枠                                          |
| 2017年7月18日 - 10月3日 | 火曜 2:30 - 3:00（月曜深夜） | TVQ九州放送   | 福岡県   |                                                                |

| 配信期間                | 配信時間           | 配信サイト |
| ----------------------- | ------------------ | --- |
| 2017年7月12日 - 9月27日 | 水曜 22:00 - 22:30 | AbemaTV |
| 2017年7月13日 - 9月28日 | 木曜 12:00 更新    | dアニメストア |
| 2017年7月19日 -         | 水曜 0：00 更新    | ニコニコチャンネル GYAO! （GYAO!ストア） WOWOWオンデマンド ひかりTV hulu U-NEXT アニメ放題 J:COM オン デマンド ビデオパス Amazonビデオ FOD ビデオマーケット |
|                         | 水曜 10:00 更新    | DMM.com |
|                         | 水曜 12:00 更新    | RakutenTV（旧Rakuten SHOWTIME） バンダイチャンネル Netflix [ 19 ]                                                                                           |
|                         | 水曜 18:00 更新    | アニメイトチャンネル |
|                         | 水曜 23:00 - 23:30 | ニコニコ生放送 |
|                         | 金曜 更新          | HAPPY!動画 |

### BD / DVD
| 巻 | 発売日         | 収録話         | 規格品番  | 規格品番   |
| 巻 | 発売日         | 収録話         | BD限定版  | DVD限定版  |
| -- | -------------- | -------------- | --------- | ---------- |
| 1  | 2017年9月27日  | 第1話 - 第4話  | KAXA-7571 | KABA-10571 |
| 2  | 2017年10月25日 | 第5話 - 第8話  | KAXA-7572 | KABA-10572 |
| 3  | 2017年11月29日 | 第9話 - 第12話 | KAXA-7573 | KABA-10573 |

| WOWOWプライム アニメプレミア           | WOWOWプライム アニメプレミア | WOWOWプライム アニメプレミア    |
| 前番組                                 | 番組名                       | 次番組                          |
| -------------------------------------- | ---------------------------- | ------------------------------- |
| ベルセルク 次篇                        | バチカン奇跡調査官           | ROBOMASTERS THE ANIMATED SERIES |
| KBS京都 土曜 1:30 - 2:00（金曜深夜）枠 |                              |                                 |
| ツインエンジェルBREAK                  | バチカン奇跡調査官           | 少女終末旅行                    |